# Delphyre bimaculata
Delphyre bimaculata là một loài bướm đêm thuộc phân họ Arctiinae, họ Erebidae.